# Jednosupnice
Jednosupnice (lat. Liliopsida, ranije Monocotyledoneae) su razred kritosjemenjača (Magnoliophyta). Sjemenje ovih biljki ima samo po jednu supku kao što su trave, orhideje, šaševi, i ljiljani. Sastoji se od desetak redova, najmanje 12, a pripada mu i izumrli rod Symplociphyllum Kvaček & Bůžek. Danas se voi kao sinonim za nadred Lilianae, unutar razreda Magnoliopsida (dvosupnica)
Jednosupnice su pretežno biljke kopna, ali imaju predstavnike po slatkim vodama i močvarama. Neke od njih su poljodjelske kulture: ječam, raž, pšenica, zob, kukuruz, riža i proso.

## Opis
Mnocotyledon, po imenu monocot, jedna od dvije velike skupine cvjetnica ili kritosjemenjača, a druga su eudikotiledoni (eudikoti). Postoji oko 60 000 vrsta jednosupnica, uključujući ekonomski najvažniju od svih biljnih porodica, Poaceae (prave trave), i najveću od svih biljnih porodica, Orchidaceae (orhideje). Ostale istaknute porodice jednosupnica uključuju Liliaceae (ljiljani), Arecaceae (palme) i Iridaceae (perunike). Većina ih se razlikuje po prisutnosti samo jednog lista sjemena ili kotiledona u embriju koji se nalazi u sjemenu. Nasuprot tome, eudikotiledoni obično imaju dvije supke.

### Evolucija
Jednosupnice čine monofiletsku skupinu, što znači da dijele zajedničku evolucijsku povijest. Uvriježeno je mišljenje da su monokoti izvedeni iz primitivnih eudikota. S obzirom da se različite fizičke značajke jednosupnica smatraju izvedenim karakteristikama unutar angiospermi, bilo koja biljka primitivnija od jednosupnica u ovih nekoliko pogleda sigurno bi bila eudikot. Neki od najranijih poznatih fosila jednosupnica su peludna zrnca koja datiraju iz aptijskog doba epohe rane krede (prije 125 milijuna – 113 milijuna godina). Studije molekularnog sata (koje koriste razlike u DNK kako bi se procijenilo kada se skupina odvojila od svojih predaka) sugeriraju da su jednosupnice mogle nastati još prije 140 milijuna godina.
Čini se da je evolucijska diversifikacija među jednosupnicama bila ograničena nizom temeljnih značajki skupine, ponajviše nepostojanjem tipičnog vaskularnog kambija i listova s paralelnim, a ne mrežastim žilama. Unutar ovih ograničenja jednosupnice pokazuju širok raspon raznolikosti strukture i staništa. Kozmopolitski su rasprostranjeni na kopnu. Također rastu u jezerima, ribnjacima i rijekama, ponekad slobodno plutajući, ali češće ukorijenjeni na dnu. Neke od njih rastu u međuplimnoj zoni uz morsku obalu, a neke su potopljene morske biljke ukorijenjene do dna u prilično plitkoj vodi uz obalu.

### Fizičke karakteristike
Jednosupnice su obilježene sjemenkama s jednim kotiledonom, listovima s paralelnim žilama, raspršenim vaskularnim snopovima u stabljici, odsutnošću tipičnog kambija i adventivnim korijenskim sustavom. Dijelovi cvijeta obično dolaze u višestrukim dijelovima od tri, a peludna zrnca imaju karakteristično jedan otvor (ili brazdu).
Korijenu jednosupnice nedostaje vaskularni kambij (područje razvoja sekundarnog ksilema i floema ili sekundarnog vaskularnog tkiva) i stoga nema načina za sekundarno zadebljanje. U ostalim strukturnim aspektima, korijenje jednosupnice u biti je slično korijenima eudikota. Mnogi eudikoti imaju glavni korijen ili nekoliko jakih korijena, s nekoliko redova korijena grana, a svi na kraju potječu iz embrionalnog korijena (radikule). Glavni korijen ili primarni korijeni u takvom sustavu imaju vaskularni kambij i zadebljani su sekundarnim rastom. Ova vrsta korijenskog sustava nije dostupna jednosupnicama. Umjesto toga, primarni korijen koji potječe iz radikule embrija ubrzo pobacuje ili je nerazvijen tako da se primarni korijen ne proizvodi. Korijenski sustav jednosupnica je stoga potpuno adventivan – tj., korijenje polazi bočno od stabljike ili iz hipokotila (prijelaznog područja između korijena i stabljike u embriju). Svi su korijeni tanki, a za biljku se kaže da ima vlaknasto korijenje.
Cvjetovi jednosupnica razlikuju se od cvjetova eudikota uglavnom po broju dijelova svake vrste. Jednosupnice najčešće imaju dijelove u nizu od tri, povremeno četiri, ali gotovo nikada pet. Brojevi su posebno karakteristični za čašice i latice. Prašnici i tučkovi mogu biti brojni čak i kada je perijant trostruk (u nizu od tri), ili jedan jajnik može imati samo dva karpela umjesto tri. Često postoji šest prašnika, koji predstavljaju dva vijuga od po tri.

## Redovi
1. Acorales Mart.
2. Alismatales R. Br. ex Bercht. & J. Presl
3. Arecales Bromhead
4. Asparagales Link
5. Commelinales Mirb. ex Bercht. & J. Presl
6. Dioscoreales Mart.
7. Liliales Perleb
8. Pandanales R. Br. ex Bercht. & J. Presl
9. Petrosaviales Takht.
10. Poales Small
11. Zingiberales Grisebach

## Obilježja jednosupnica
Neka od obilježja jednosupnica su:
- klica s 1 supkom
- nepravilan raspored žila u stabljici
- linearnan raspored lisnih žila
- cvijet građen na osnovi broja 3 ili njegova umnoška (3, 6, 9, 12…)
- stabljika ne raste u debljinu
- listovi su široki bez peteljke
- adventno (čupavo) korjenje.

## Podjela

### Acorales
- Acoraceae: Acorus

### Alismatales
- Alismataceae: Albidella, Alisma, Astonia, Baldellia, Burnatia, Butomopsis, Caldesia, Damasonium, Echinodorus, Helanthium, Hydrocleys, Limnocharis, Limnophyton, Luronium, Ranalisma, Sagittaria, Wiesneria
- Aponogetonaceae: Aponogeton
- Araceae: Aglaodorum, Aglaonema, Alloschemone, Alocasia, Ambrosina, Amorphophallus, Amydrium, Anadendrum, Anaphyllopsis, Anaphyllum, Anchomanes, Anthurium, Anubias, Apoballis, Aridarum, Ariopsis, Arisaema, Arisarum, Arophyton, Arum, Asterostigma, Bakoa, Biarum, Bognera, Bucephalandra, Caladium, Calla, Callopsis, Carlephyton, Cercestis, Chlorospatha, Colletogyne, Colocasia, Croatiella, Cryptocoryne, Culcasia, Cyrtosperma, Dieffenbachia, Dracontioides, Dracontium, Dracunculus, Eminium, Epipremnum, Filarum, Furtadoa, Gearum, Gonatopus, Gorgonidium, Gymnostachys, Hapaline, Helicodiceros, Heteropsis, Holochlamys, Homalomena, Incarum, Jasarum, Lagenandra, Lasia, Lasimorpha, Lemna, Lorenzia, Lysichiton, Mangonia, Monstera, Montrichardia, Nephthytis, Ooia, Orontium, Pedicellarum, Peltandra, Philodendron, Philonotion, Phymatarum, Pichinia, Pinellia, Piptospatha, Pistia, Podolasia, Pothoidium, Pothos, Protarum, Pseudohydrosme, Pycnospatha, Remusatia, Rhaphidophora, Rhodospatha, Sauromatum, Scaphispatha, Schismatoglottis, Schottariella, Scindapsus, Spathantheum, Spathicarpa, Spathiphyllum, Spirodela, Stenospermation, Steudnera, Stylochaeton, Symplocarpus, Synandrospadix, Syngonium, Taccarum, Theriophonum, Typhonium, Typhonodorum, Ulearum, Urospatha, Wolffia, Wolffiella, Xanthosoma, Zamioculcas, Zantedeschia, Zomicarpa, Zomicarpella
- Butomaceae: Butomus
- Cymodoceaceae: Amphibolis, Cymodocea, Halodule, Syringodium, Thalassodendron
- Hydrocharitaceae: Appertiella, Blyxa, Elodea, Enhalus, Halophila, Hydrilla, Hydrocharis, Lagarosiphon, Najas, Nechamandra, Ottelia, Stratiotes, Thalassia, Vallisneria
- Juncaginaceae: Cycnogeton, Maundia, Tetroncium, Triglochin
- Posidoniaceae: Posidonia
- Potamogetonaceae: Althenia, Groenlandia, Potamogeton, Stuckenia, Zannichellia
- Ruppiaceae: Ruppia
- Scheuchzeriaceae: Scheuchzeria
- Tofieldiaceae: Harperocallis, Pleea, Tofieldia, Triantha
- Zosteraceae: Phyllospadix, Zostera

### Arecales
- Arecaceae: Acanthophoenix, Acoelorrhaphe, Acrocomia, Actinokentia, Actinorhytis, Adonidia, Aiphanes, Allagoptera, Ammandra, Aphandra, Archontophoenix, Areca, Arenga, Asterogyne, Astrocaryum, Attalea, Bactris, Balaka, Barcella, Basselinia, Beccariophoenix, Bentinckia, Bismarckia, Borassodendron, Borassus, Brahea, Brassiophoenix, Burretiokentia, Butia, Butyagrus, Calamus, Calyptrocalyx, Calyptrogyne, Calyptronoma, Carpentaria, Carpoxylon, Caryota, Ceratolobus, Ceroxylon, Chamaedorea, Chamaerops, Chambeyronia, Chelyocarpus, Chuniophoenix, Clinosperma, Clinostigma, Coccothrinax, Cocos, Colpothrinax, Copernicia, Corypha, Cryosophila, Cyphokentia, Cyphophoenix, Cyphosperma, Cyrtostachys, Daemonorops, Deckenia, Desmoncus, Dictyocaryum, Dictyosperma, Dransfieldia, Drymophloeus, Dypsis, Elaeis, Eleiodoxa, Eremospatha, Eugeissona, Euterpe, Gaussia, Geonoma, Guihaia, Hedyscepe, Hemithrinax, Heterospathe, Howea, Hydriastele, Hyophorbe, Hyospathe, Hyphaene, Iguanura, Iriartea, Iriartella, Itaya, Johannesteijsmannia, Juania, Jubaea, Jubaeopsis, Kentiopsis, Kerriodoxa, Korthalsia, Laccospadix, Laccosperma, Lanonia, Latania, Lemurophoenix, Leopoldinia, Lepidocaryum, Lepidorrhachis, Leucothrinax, Licuala, Linospadix, Livistona, Lodoicea, Loxococcus, Lytocaryum, Manicaria, Marojejya, Masoala, Mauritia, Mauritiella, Maxburretia, Medemia, Metroxylon, Myrialepis, Nannorrhops, Nenga, Neonicholsonia, Neoveitchia, Nephrosperma, Normanbya, Nypa, Oenocarpus, Oncocalamus, Oncosperma, Orania, Oraniopsis, Parajubaea, Pelagodoxa, Phoenicophorium, Phoenix, Pholidocarpus, Pholidostachys, Physokentia, Phytelephas, Pigafetta, Pinanga, Plectocomia, Plectocomiopsis, Podococcus, Pogonotium, Ponapea, Prestoea, Pritchardia, Pseudophoenix, Ptychococcus, Ptychosperma, Raphia, Ravenea, Reinhardtia, Retispatha, Rhapidophyllum, Rhapis, Rhopaloblaste, Rhopalostylis, Roscheria, Roystonea, Sabal, Salacca, Saribus, Satakentia, Satranala, Schippia, Sclerosperma, Serenoa, Socratea, Solfia, Sommieria, Syagrus, Synechanthus, Tahina, Tectiphiala, Thrinax, Trachycarpus, Trithrinax, Veitchia, Verschaffeltia, Voanioala, Wallichia, Washingtonia, Welfia, Wendlandiella, Wettinia, Wodyetia, Zombia
- Dasypogonaceae: Baxteria, Calectasia, Dasypogon, Kingia

### Asparagales
- Amaryllidaceae: Acis, Agapanthus, Allium, Amaryllis, Ammocharis, Apodolirion, Boophone, Brunsvigia, ×Calicharis, Caliphruria, Calostemma, Cearanthes, Chlidanthus, Clinanthus, Clivia, Crinum, Crossyne, Cryptostephanus, Cyrtanthus, Eithea, Eucrosia, Eustephia, Galanthus, Gethyllis, Gilliesia, Griffinia, Habranthus, Haemanthus, Hannonia, Hessea, Hieronymiella, Hippeastrum, Hymenocallis, Ismene, Lapiedra, Leptochiton, Leucocoryne, Leucojum, Lycoris, Mathieua, Miersia, ×Myobranthus, Namaquanula, Narcissus, Nerine, Nothoscordum, Pamianthe, Pancratium, Paramongaia, Phaedranassa, Phycella, Placea, Plagiolirion, Proiphys, Pyrolirion, Rauhia, Rhodophiala, Scadoxus, Sprekelia, Stenomesson, Sternbergia, Strumaria, Tocantinia, Traubia, Trichlora, Tristagma, Tulbaghia, Ungernia, ×Urceocharis, Urceolina, Vagaria, Worsleya, Zephyranthes
- Asparagaceae: Acanthocarpus, Agave, Albuca, Alrawia, Androstephium, Anemarrhena, Anthericum, Aphyllanthes, Arthropodium, Asparagus, Aspidistra, Barnardia, Beaucarnea, Behnia, Bellevalia, Beschorneria, Bessera, Bloomeria, Bowiea, Brimeura, Brodiaea, Calibanus, Camassia, Chamaescilla, Chamaexeros, Chlorogalum, Chlorophytum, Clara, Comospermum, Convallaria, Cordyline, Danae, Dandya, Dasylirion, Daubenya, Diamena, Dichelostemma, Dichopogon, Diora, Dipcadi, Disporopsis, Diuranthera, Dracaena, Drimia, Drimiopsis, Echeandia, Eremocrinum, Eriospermum, Eucomis, Eustrephus, Fessia, Furcraea, Fusifilum, Hagenbachia, Hastingsia, Hemiphylacus, Herreria, Herreriopsis, Hesperaloe, Hesperocallis, Hesperoyucca, Heteropolygonatum, Hosta, Hyacinthella, Hyacinthoides, Hyacinthus, Jaimehintonia, Lachenalia, Laxmannia, Ledebouria, Leopoldia, Leucocrinum, Liriope, Lomandra, Maianthemum, Manfreda, Massonia, Merwilla, Milla, Muilla, Murchisonia, Muscari, Namophila, Nolina, Ophiopogon, Ornithogalum, Oziroe, Paradisea, Peliosanthes, Petronymphe, Polianthes, Polygonatum, Prospero, Pseudogaltonia, Pseudomuscari, Pseudoprospero, Puschkinia, Reineckea, Resnova, Rohdea, Romnalda, Ruscus, Sansevieria, Schizocarphus, Schoenolirion, Scilla, Semele, Sowerbaea, Speirantha, Spetaea, Theropogon, Thysanotus, Trichopetalum, Trihesperus, Triteleia, Triteleiopsis, Tupistra, Veltheimia, Xerolirion, Yucca, Zagrosia
- Asteliaceae: Astelia, Milligania, Neoastelia
- Blandfordiaceae: Blandfordia
- Boryaceae: Alania, Borya
- Doryanthaceae: Doryanthes
- Hypoxidaceae: Curculigo, Empodium, Hypoxidia, Hypoxis, Molineria, Pauridia, Rhodohypoxis, Rhodoxis, Saniella, Sinocurculigo, Spiloxene
- Iridaceae ili irisovke (68 rodova; 2528 vrsta; 2 ugrožene; 1 invazivna, Iris pseudacorus); Rodovi: Afrosolen, Alophia, Aristea, Babiana, Bobartia, Calydorea, Chasmanthe, Cipura, Cobana, Codonorhiza, Crocosmia, Crocus, Cyanixia, Cypella, Devia, Dierama, Dietes, Diplarrena, Duthiastrum, Eleutherine, Ennealophus, Ferraria, Freesia, Geissorhiza, Gelasine, Geosiris, Gladiolus, Herbertia, Hesperantha, Hesperoxiphion, Iris, Isophysis, Ixia, Klattia, Lapeirousia, Larentia, Lethia, Libertia, Mastigostyla, Melasphaerula, Micranthus, Moraea, Nemastylis, Neomarica, Nivenia, Olsynium,  Orthrosanthus, Patersonia, Phalocallis, Pillansia, Radinosiphon, Romulea, Salpingostylis, Savannosiphon, Schizorhiza, Sisyrinchium, Solenomelus, Sparaxis, Syringodea, Tapeinia, Thereianthus, Tigridia, Trimezia, Tritonia, Tritoniopsis, Watsonia, Witsenia, Xenoscapa, Zygotritonia;
- Ixioliriaceae: Ixiolirion
- Lanariaceae: Lanaria
- Orchidaceae: Aa, Abdominea, Acampe, Acanthophippium, Acianthera, Acianthus, Acineta, Acriopsis, Acrochaene, Acrolophia, Acrorchis, Adamantinia, Adenochilus, Adenoncos, Adrorhizon, Aenhenrya, Aerangis, Aeranthes, Aerides, Aetheorhyncha, Aganisia, Aglossorrhyncha, Agrostophyllum, Alamania, Alatiliparis, Altensteinia, Ambrella, Amesiella, Amoana, Anacamptiplatanthera, Anacamptis, Anacamptorchis, Anathallis, Ancistrochilus, Ancistrorhynchus, Andinia, Androcorys, Angraecopsis, Angraecum, Anguloa, Anoectochilus, Ansellia, Anthogonium, Aphyllorchis, Aplectrum, Aporostylis, Apostasia, Appendicula, Aracamunia, Arachnis, Archivea, Arethusa, Armodorum, Arnottia, Arpophyllum, Arthrochilus, Artorima, Arundina, Ascidieria, Ascochilopsis, Ascochilus, Ascoglossum, Ascolabium, Aspasia, Aspidogyne, Aulosepalum, Auxopus, Barbosella, Barkeria, Bartholina, Basiphyllaea, Baskervilla, Batemannia, Beclardia, Beloglottis, Bensteinia, Benthamia, Benzingia, Bhutanthera, Biermannia, Bifrenaria, Bipinnula, Bletia, Bletilla, Bogoria, Bolusiella, Bonatea, Brachionidium, Brachycorythis, Brachypeza, Brachystele, Bracisepalum, Braemia, Brasiliorchis, Brassavola, Brassia, Brassocattleya, Bromheadia, Broughtonia, Brownleea, Bryobium, Buchtienia, Bulbophyllum, Bulleyia, Burnettia, Caladenia, Calanthe, Calassodia, Caleana, Callostylis, Calochilus, Calopogon, Caluera, Calymmanthera, Calypso, Calyptrochilum, Camaridium, Campanulorchis, Campylocentrum, Capanemia, Cardiochilos, Catasetum, Cattleya, Catyclia, Caucaea, Caularthron, Centroglossa, Centrostigma, Cephalanthera, Cephalantheropsis, Cephalopactis, Cephalorchis, Ceratandra, Ceratocentron, Ceratochilus, Ceratostylis, Chamaeanthus, Chamaegastrodia, Chamelophyton, Chamorchis, Changnienia, Chaseella, Chaubardia, Chaubardiella, Chauliodon, Cheiradenia, Cheirostylis, Chelonistele, Chiloglottis, Chilopogon, Chiloschista, Chloraea, Chondrorhyncha, Chondroscaphe, Christensonella, Chroniochilus, Chrysoglossum, Chysis, Chytroglossa, Cirrhaea, Cischweinfia, Claderia, Cladobium, Cleisocentron, Cleisomeria, Cleisostoma, Cleisostomopsis, Cleistes, Cleistesiopsis, Clematepistephium, Clowesia, Coccineorchis, Cochleanthes, Codonorchis, Coelia, Coeliopsis, Coelogyne, Coilochilus, Collabium, Comparettia, Conchidium, Constantia, Cooktownia, Corallorhiza, Cordiglottis, Coryanthes, Corybas, Corycium, Corymborkis, Cottonia, Cotylolabium, Cranichis, Cremastra, Crepidium, Cribbia, Crossoglossa, Cryptarrhena, Cryptocentrum, Cryptochilus, Cryptopus, Cryptopylos, Cryptostylis, Cuitlauzina, Cyanaeorchis, Cyanicula, Cyanthera, Cybebus, Cyclopogon, Cycnoches, Cymbidiella, Cymbidium, Cynorkis, Cyphochilus, Cypholoron, Cypripedium, Cyrtidiorchis, Cyrtochiloides, Cyrtochilum, Cyrtopodium, Cyrtorchis, Cyrtosia, Cyrtostylis, Cystorchis, Dactylanthera, Dactylocamptis, Dactylodenia, Dactylorhiza, Dactylostalix, Daiotyla, Danhatchia, Deceptor, Degranvillea, Deiregyne, Dendrobium, Dendrochilum, Dendrophylax, Devogelia, Diaphananthe, Diceratostele, Dichaea, Dichromanthus, Dickasonia, Didymoplexiella, Didymoplexiopsis, Didymoplexis, Dienia, Diglyphosa, Dilochia, Dilochiopsis, Dilomilis, Dimerandra, Dimorphorchis, Dinema, Dinklageella, Diodonopsis, Diplocentrum, Diplomeris, Diploprora, Dipodium, Disa, Discyphus, Disperis, Distylodon, Dithrix, Diuris, Domingoa, Dossinia, Dracomonticola, Draconanthes, Dracula, Drakaea, Dresslerella, Dressleria, Dryadella, Dryadorchis, Drymoanthus, Drymoda, Duckeella, Dunstervillea, Dyakia, Earina, Echinorhyncha, Echinosepala, Eclecticus, Eggelingia, Eleorchis, Elleanthus, Eloyella, Eltroplectris, Elythranthera, Embreea, Encyclia, Entomophobia, Ephippianthus, Epiblastus, Epiblema, Epidendrum, Epipactis, Epipogium, Epistephium, Erasanthe, Eria, Eriaxis, Ericksonella, Eriochilus, Eriodes, Eriopsis, Erycina, Erythrodes, Erythrorchis, Esmeralda, Eulophia, Eulophiella, Euryblema, Eurycentrum, Eurychone, Eurystyles, Evotella, Fernandezia, Frigidorchis, Frondaria, Fuertesiella, Funkiella, Galeandra, Galearis, Galeoglossum, Galeola, Galeottia, Galeottiella, Gastrochilus, Gastrodia, Gastrorchis, Gavilea, Geesinkorchis, Gennaria, Genoplesium, Genyorchis, Geodorum, Glomera, Glossodia, Gomesa, Gomphichis, Gonatostylis, Gongora, Goodyera, Govenia, Grammangis, Grammatophyllum, Grandiphyllum, Graphorkis, Grobya, Grosourdya, Guanchezia, Guarianthe, Gunnarella, Gymnadenia, Gymnanacamptis, Gymnotraunsteinera, Gymplatanthera, Gynoglottis, Habenaria, Hagsatera, Halleorchis, Hammarbya, Hancockia, Hapalorchis, Hederorkis, Helleriella, Helonoma, Hemipilia, Hemipiliopsis, Herminium, Herpysma, Hetaeria, Heterotaxis, Hexalectris, Himantoglossum, Hintonella, Hippeophyllum, Hoehneella, Hofmeisterella, Holcoglossum, Holothrix, Homalopetalum, Horichia, Horvatia, Houlletia, Huntleya, Huttonaea, Hygrochilus, Hylaeorchis, Hylophila, Hymenorchis, Imerinaea, India, Inti, Ionopsis, Ipsea, Isabelia, Ischnogyne, Isochilus, Isotria, Ixyophora, Jacquiniella, Jejewoodia, Jejosephia, Jumellea, Kalimantanorchis, Kefersteinia, Kegeliella, Kionophyton, Koellensteinia, Kraenzlinella, Kreodanthus, Kuhlhasseltia, Lacaena, Laelia, Laeliocattleya, Lankesterella, Lecanorchis, Lemurella, Lemurorchis, Leochilus, Lepanthes, Lepanthopsis, Lepidogyne, Leporella, Leptoceras, Leptotes, Ligeophila, Limodorum, Liparis, Listrostachys, Lockhartia, Lockia, Loefgrenianthus, Ludisia, Lueckelia, Lueddemannia, Luisia, Lycaste, Lycomormium, Lyperanthus, Lyroglossa, Macodes, Macradenia, Macroclinium, Macropodanthus, Malaxis, Malleola, Manniella, Mapinguari, Margelliantha, Masdevallia, Maxillaria, Maxillariella, Mediocalcar, Megalorchis, Megalotus, Megastylis, Meiracyllium, Mesadenella, Mesadenus, Mexipedium, Microchilus, Microcoelia, Microepidendrum, Micropera, Microsaccus, Microtatorchis, Microthelys, Microtis, Miltonia, Miltonidium, Miltoniopsis, Mobilabium, Monomeria, Monophyllorchis, Mormodes, Mormolyca, Mycaranthes, Myoxanthus, Myrmechis, Myrmecolaelia, Myrmecophila, Myrosmodes, Mystacidium, Nabaluia, Nemaconia, Neobathiea, Neobolusia, Neocogniauxia, Neogardneria, Neogyna, Neolindleya, Neomoorea, Neotinacamptis, Neotinarhiza, Neotinea, Neotinorchis, Neottia, Neottianthe, Nephelaphyllum, Nephrangis, Nervilia, Neuwiedia, Nidema, Nitidobulbon, Nohawilliamsia, Notheria, Nothodoritis, Nothostele, Notylia, Notyliopsis, Oberonia, Oberonioides, Octarrhena, Octomeria, Odisha, Odontochilus, Odontorrhynchus, Oeceoclades, Oeonia, Oeoniella, Oestlundia, Oligophyton, Oliveriana, Omoea, Oncidium, Ophioglossella, Ophrys, Orchidactylorhiza, Orchigymnadenia, Orchimantoglossum, Orchinea, Orchipedum, Orchiplatanthera, Orchis, Oreorchis, Orestias, Orleanesia, Ornithidium, Ornithocephalus, Ornithochilus, Ornithocidium, Orthoceras, Ossiculum, Otochilus, Otoglossum, Otostylis, Oxystophyllum, Pabstia, Pabstiella, Pachites, Pachyplectron, Pachystoma, Palmorchis, Panisea, Paphinia, Paphiopedilum, Papilionanthe, Papillilabium, Papuaea, Paracaleana, Paradisanthus, Paralophia, Paraphalaenopsis, Parapteroceras, Pecteilis, Pedilochilus, Pelatantheria, Pelexia, Penkimia, Pennilabium, Peristeranthus, Peristeria, Peristylus, Pescatoria, Phaius, Phalaenopsis, Pheladenia, Phloeophila, Pholidota, Phragmipedium, Phragmorchis, Phreatia, Phymatidium, Physoceras, Physogyne, Pilophyllum, Pinalia, Pityphyllum, Platanthera, Platycoryne, Platylepis, Platyrhiza, Platystele, Platythelys, Plectorrhiza, Plectrelminthus, Plectrophora, Pleione, Pleurothallis, Pleurothallopsis, Plocoglottis, Poaephyllum, Podangis, Podochilus, Pogonia, Pogoniopsis, Polycycnis, Polyotidium, Polystachya, Pomatocalpa, Ponera, Ponerorchis, Ponthieva, Porolabium, Porpax, Porphyrodesme, Porphyroglottis, Porphyrostachys, Porroglossum, Porrorhachis, Potosia, Praecoxanthus, Prasophyllum, Prescottia, Promenaea, Prosthechea, Pseudadenia, Pseudanthera, Pseuderia, Pseudinium, Pseudocentrum, Pseudogoodyera, Pseudolaelia, Pseudorchis, Pseudorhiza, Pseudovanilla, Psilochilus, Psychilis, Psychopsis, Psytonia, Pterichis, Pteroceras, Pteroglossa, Pterostemma, Pterostylis, Pterygodium, Pygmaeorchis, Pyrorchis, Quechua, Quekettia, Quisqueya, Rangaeris, Rauhiella, Renanthera, Restrepia, Restrepiella, Rhaesteria, Rhetinantha, Rhinerrhiza, Rhinerrhizopsis, Rhipidoglossum, Rhizanthella, Rhomboda, Rhynchogyna, Rhyncholaelia, Rhynchostele, Rhynchostylis, Ridleyella, Rimacola, Risleya, Robiquetia, Rodriguezia, Roeperocharis, Rossioglossum, Rudolfiella, Saccoglossum, Saccolabiopsis, Saccolabium, Sacoila, Samarorchis, Sanderella, Santanderella, Santotomasia, Sarcanthopsis, Sarcochilus, Sarcoglottis, Sarcoglyphis, Sarcophyton, Sarcostoma, Satyrium, Saundersia, Sauroglossum, Sauvetrea, Scaphosepalum, Scaphyglottis, Schiedeella, Schistotylus, Schizochilus, Schlimia, Schoenorchis, Schuitemania, Schunkea, Scuticaria, Sedirea, Sedirisia, Seegeriella, Seidenfadenia, Seidenfadeniella, Selenipedium, Senghasiella, Serapias, Serapicamptis, Serapirhiza, Sertifera, Sievekingia, Silvorchis, Singchia, Sirhookera, Sirindhornia, Skeptrostachys, Smithorchis, Smithsonia, Smitinandia, Sobennikoffia, Sobralia, Solenangis, Solenidium, Solenocentrum, Soterosanthus, Sotoa, Spathoglottis, Specklinia, Sphyrarhynchus, Spiculaea, Spiranthes, Spongiola, Stalkya, Stanhopea, Staurochilus, Stelis, Stenia, Stenoglottis, Stenoptera, Stenorrhynchos, Stenotyla, Stephanothelys, Stereochilus, Stereosandra, Steveniella, Stichorkis, Stigmatodactylus, Stolzia, Suarezia, Sudacaste, Sudamerlycaste, Summerhayesia, Sunipia, Sutrina, Svenkoeltzia, Systeloglossum, Taeniophyllum, Taeniorrhiza, Tainia, Taprobanea, Teagueia, Telipogon, Tetramicra, Teuscheria, Thaia, Theana, Thecopus, Thecostele, Thelasis, Thelymitra, Thelyschista, Thrixspermum, Thulinia, Thunia, Thysanoglossa, Tipularia, Tolumnia, Tomzanonia, Townsonia, Traunsteinera, Trevoria, Trias, Triceratorhynchus, Trichocentrum, Trichoceros, Trichoglottis, Trichopilia, Trichosalpinx, Trichotosia, Tridactyle, Trigonidium, Triphora, Trisetella, Trizeuxis, Tropidia, Tuberolabium, Tylostigma, Uleiorchis, Uncifera, Vanda, Vandopsis, Vanilla, Vargasiella, Vasqueziella, Ventricularia, Veyretella, Veyretia, Vietorchis, Vitekorchis, Vrydagzynea, Waireia, Warczewiczella, Warmingia, Warrea, Warreella, Warreopsis, Wullschlaegelia, Xenikophyton, Xerorchis, Xylobium, Yoania, Ypsilopus, Ypsilorchis, Zelenkoa, Zeuxine, Zeuxinella, Zootrophion, Zygopetalum, Zygosepalum, Zygostates
- Tecophilaeaceae: Conanthera, Cyanastrum, Cyanella, Eremiolirion, Kabuyea, Odontostomum, Tecophilaea, Walleria, Zephyra
- Xanthorrhoeaceae: Agrostocrinum, Aloe, Arnocrinum, Asphodeline, Asphodelus, Astroloba, × Astroworthia, Bulbine, Bulbinella, Caesia, Chortolirion, Corynotheca, Dianella, Eremurus, Excremis, Gasteria, Geitonoplesium, Haworthia, Hemerocallis, Hensmania, Herpolirion, Hodgsoniola, Jodrellia, Johnsonia, Kniphofia, Pasithea, Phormium, Simethis, Stawellia, Stypandra, Thelionema, Trachyandra, Tricoryne, Xanthorrhoea
- Xeronemataceae: Xeronema

### Commelinales
- Commelinaceae: Aetheolirion, Amischotolype, Aneilema, Anthericopsis, Belosynapsis, Buforrestia, Callisia, Cartonema, Cochliostema, Coleotrype, Commelina, Cyanotis, Dichorisandra, Dictyospermum, Elasis, Floscopa, Geogenanthus, Gibasis, Gibasoides, Matudanthus, Murdannia, Palisota, Plowmanianthus, Pollia, Polyspatha, Porandra, Pseudoparis, Rhopalephora, Sauvallea, Siderasis, Spatholirion, Stanfieldiella, Streptolirion, Tapheocarpa, Thyrsanthemum, Tinantia, Tradescantia, Tricarpelema, Triceratella, Tripogandra, Weldenia
- Haemodoraceae: Anigozanthos, Barberetta, Blancoa, Conostylis, Dilatris, Haemodorum, Lachnanthes, Macropidia, Phlebocarya, Pyrrorhiza, Schiekia, Tribonanthes, Wachendorfia, Xiphidium
- Hanguanaceae: Hanguana
- Philydraceae: Helmholtzia, Philydrella, Philydrum
- Pontederiaceae: Eichhornia, Heteranthera, Hydrothrix, Monochoria, Pontederia, Scholleropsis

### Dioscoreales
- Burmanniaceae: Afrothismia, Apteria, Burmannia, Campylosiphon, Cymbocarpa, Dictyostega, Geomitra, Gymnosiphon, Haplothismia, Hexapterella, Marthella, Miersiella, Oxygyne, Scaphiophora, Thismia, Tiputinia
- Dioscoreaceae: Dioscorea, Stenomeris, Trichopus
- Nartheciaceae: Aletris, Lophiola, Metanarthecium, Narthecium, Nietneria
- Taccaceae: Tacca

### Liliales
- Alstroemeriaceae (4 roda; 256 vrsta): Alstroemeria, Bomarea, Drymophila, Luzuriaga.
- Campynemataceae (2 roda; 4 vrste): Campynema, Campynemanthe
- Colchicaceae (15 rodova; 286 vrsta): Baeometra, Burchardia, Camptorrhiza, Colchicum, Disporum, Gloriosa, Hexacyrtis, Iphigenia, Kuntheria, Ornithoglossum, Sandersonia, Schelhammera, Tripladenia, Uvularia, Wurmbea
- Corsiaceae (3 roda; 27 vrsta): Arachnitis, Corsia, Corsiopsis
- Liliaceae  (15 rodova, 738 vrsta): Amana, Calochortus, Cardiocrinum, Clintonia, Erythronium, Fritillaria, Gagea, Lilium, Medeola, Notholirion, Prosartes, Scoliopus, Streptopus, Tricyrtis, Tulipa
- Melanthiaceae  (14 rodova; 190 vrsta): Amianthium, Anticlea, Chamaelirium, Helonias, Heloniopsis, Paris, Pseudotrillium, Schoenocaulon, Stenanthium, Toxicoscordion, Trillium, Veratrum, Xerophyllum, Zigadenus
- Petermanniaceae (1 rod; 1 vrsta): Petermannia
- Philesiaceae  (2 roda; 2 vrste): Lapageria, Philesia
- Ripogonaceae (1 rod; 6 vrsta): Ripogonum
- Smilacaceae  (1 rod; 262 vrste): Smilax

### Pandanales
- Cyclanthaceae: Asplundia, Carludovica, Chorigyne, Cyclanthus, Dianthoveus, Dicranopygium, Evodianthus, Ludovia, Schultesiophytum, Sphaeradenia, Stelestylis, Thoracocarpus
- Pandanaceae: Freycinetia, Martellidendron, Pandanus, Sararanga
- Stemonaceae: Croomia, Pentastemona, Stemona, Stichoneuron
- Triuridaceae: Kihansia, Kupea, Lacandonia, Peltophyllum, Sciaphila, Seychellaria, Soridium, Triuridopsis, Triuris
- Velloziaceae: Acanthochlamys, Barbacenia, Barbaceniopsis, Nanuza, Vellozia, Xerophyta

### Petrosaviales
- Petrosaviaceae: Japonolirion, Petrosavia

### Poales
- Anarthriaceae: Anarthria, Hopkinsia, Lyginia
- Bromeliaceae: Acanthostachys, Aechmea, Ananas, Androlepis, Araeococcus, Ayensua, Billbergia, Brewcaria, Brocchinia, Bromelia, Canistrum, Catopsis, Connellia, Cottendorfia, Cryptanthus, Deuterocohnia, Disteganthus, Dyckia, Eduandrea, Encholirium, Fascicularia, Fernseea, Fosterella, Glomeropitcairnia, Greigia, Guzmania, Hechtia, Hohenbergia, Hohenbergiopsis, Hohenmea, Lapanthus, Lindmania, Lymania, Mezobromelia, Navia, Neoglaziovia, Neoregelia, Nidularium, Niduregelia, Ochagavia, Orthophytum, Pitcairnia, Portea, Puya, Quesnelia, Ronnbergia, Steyerbromelia, Tillandsia, Vriesea
- Centrolepidaceae: Aphelia, Centrolepis, Gaimardia
- Cyperaceae: Actinoschoenus, Actinoscirpus, Afrotrilepis, Amphiscirpus, Androtrichum, Arthrostylis, Ascolepis, Becquerelia, Bisboeckelera, Blysmus, Bolboschoenoplectus, Bolboschoenus, Bulbostylis, Calyptrocarya, Capeobolus, Capitularina, Carex, Carpha, Caustis, Cephalocarpus, Chorizandra, Chrysitrix, Cladium, Coleochloa, Costularia, Crosslandia, Cyathochaeta, Cyathocoma, Cymophyllus, Cyperus, Cypringlea, Diplacrum, Diplasia, Dracoscirpoides, Dulichium, Eleocharis, Epischoenus, Eriophorum, Erioscirpus, Evandra, Everardia, Exocarya, Ficinia, Fimbristylis, Fuirena, Gahnia, Gymnoschoenus, Hellmuthia, Hypolytrum, Isolepis, Karinia, Khaosokia, Kobresia, Koyamaea, Kyllinga, Lagenocarpus, Lepidosperma, Lepironia, Lipocarpha, Machaerina, Mapania, Mesomelaena, Microdracoides, Morelotia, Neesenbeckia, Nelmesia, Nemum, Neoscirpus, Oreobolopsis, Oreobolus, Paramapania, Phylloscirpus, Pleurostachys, Principina, Pseudoschoenus, Ptilothrix, Pycreus, Reedia, Rhynchocladium, Rhynchospora, Schoenoplectiella, Schoenoplectus, Schoenoxiphium, Schoenus, Scirpodendron, Scirpoides, Scirpus, Scleria, Sumatroscirpus, Tetraria, Trachystylis, Trianoptiles, Trichophorum, Trichoschoenus, Tricostularia, Trilepis, Uncinia, Volkiella, Zameioscirpus
- Ecdeiocoleaceae: Ecdeiocolea, Georgeantha
- Eriocaulaceae: Actinocephalus, Comanthera, Eriocaulon, Lachnocaulon, Leiothrix, Mesanthemum, Paepalanthus, Rondonanthus, Syngonanthus, Tonina
- Flagellariaceae: Flagellaria
- Joinvilleaceae: Joinvillea
- Juncaceae: Distichia, Juncus, Luzula, Marsippospermum, Oxychloe, Patosia, Rostkovia
- Mayacaceae: Mayaca
- Poaceae: Achnatherum, Aciachne, Acidosasa, Acostia, Acrachne, Acritochaete, Acroceras, Actinocladum, Aegilops, ×Aegilotriticum, Aeluropus, Afrotrichloris, Agenium, Agnesia, ×Agropogon, Agropyron, Agropyropsis, Agrostis, Agrostopoa, Aira, Airopsis, Alexfloydia, Alloeochaete, Allolepis, Alloteropsis, Alopecurus, Altoparadisium, Alvimia, Ammochloa, Ammophila, Ampelocalamus, Ampelodesmos, Amphicarpum, Amphipogon, Anadelphia, Ancistrachne, Ancistragrostis, Andropogon, Andropterum, Anemanthele, Aniselytron, Anisopogon, Anomochloa, Anthaenantia, Anthaenantiopsis, Anthephora, Anthosachne, Anthoxanthum, Antinoria, Apera, Aphanelytrum, Apluda, Apochiton, Apoclada, Apocopis, Arberella, Arctagrostis, Arctodupontia, Arctophila, Aristida, Arrhenatherum, Arthragrostis, Arthraxon, Arthropogon, Arthrostylidium, Arundinaria, Arundinella, Arundo, Arundoclaytonia, Asthenochloa, Astrebla, Athroostachys, Atractantha, Aulonemia, Australopyrum, Austrochloris, Austroderia, Austrofestuca, Austrostipa, Avena, Axonopus, Bambusa, Baptorhachis, Bashania, Beckmannia, Bewsia, Bhidea, Blepharidachne, Blepharoneuron, Bonia, Bothriochloa, Bouteloua, Brachiaria, Brachyachne, Brachychloa, Brachyelytrum, Brachypodium, Briza, Bromofestuca, Bromuniola, Bromus, Brylkinia, Buergersiochloa, Calamagrostis, Calammophila, Calamovilfa, Calderonella, Calyptochloa, Canastra, Capeochloa, Capillipedium, Castellia, Catabrosa, Catalepis, Catapodium, Cathariostachys, Cathestecum, Cenchrus, Centotheca, Centrochloa, Centropodia, Cephalostachyum, Chaetium, Chaetobromus, Chaetopoa, Chaetopogon, Chamaeraphis, Chandrasekharania, Chascolytrum, Chasmanthium, Chasmopodium, Chevalierella, Chikusichloa, Chimaerochloa, Chimonobambusa, Chimonocalamus, Chionachne, Chionochloa, Chloris, Chlorocalymma, Chondrosum, Chrysochloa, Chrysopogon, Chusquea, Cinna, Cladoraphis, Clausospicula, Cleistachne, Cleistochloa, Cleistogenes, Coelachne, Coelachyrum, Coelorachis, Coix, Colanthelia, Coleanthus, Colpodium, Connorochloa, Cornucopiae, Cortaderia, Corynephorus, Cottea, Craspedorhachis, Crinipes, Crithopsis, Crypsis, Cryptochloa, Ctenium, Cutandia, Cyathopus, Cymbopogon, Cynochloris, Cynodon, Cynosurus, Cyperochloa, Cyphochlaena, Cyphonanthus, Cyrtochloa, Cyrtococcum, Dactylis, Dactyloctenium, Daknopholis, Dallwatsonia, Danthonia, Danthoniastrum, Danthonidium, Danthoniopsis, Dasyochloa, Dasypyrum, Davidsea, Decaryella, Decaryochloa, Dendrocalamus, Deschampsia, Desmazeria, Desmostachya, Diandrolyra, Diarrhena, Dichaetaria, Dichanthium, Dichelachne, Didymogonyx, Diectomis, Dielsiochloa, Digitaria, Dignathia, Diheteropogon, Dilophotriche, Dimeria, Dinebra, Dinochloa, Diplachne, Diplopogon, Disakisperma, Dissanthelium, Dissochondrus, Distichlis, Dregeochloa, Drepanostachyum, Dryopoa, Dupoa, Dupontia, Duthiea, Eccoptocarpha, Echinaria, Echinochloa, Echinolaena, Echinopogon, Ectrosia, Ehrharta, Ekmanochloa, Eleusine, Elionurus, Ellisochloa, Elyhordeum, Elyleymus, Elymandra, Elymostachys, Elymus, Elytrophorus, Elytrostachys, Enneapogon, Enteropogon, Entolasia, Entoplocamia, Eragrostiella, Eragrostis, Eremitis, Eremocaulon, Eremochloa, Eremopoa, Eremopyrum, Eriachne, Eriochloa, Eriochrysis, Eriocoma, Erioneuron, Euclasta, Eulalia, Eulaliopsis, Eustachys, Exotheca, Fargesia, Farrago, Ferrocalamus, Festuca, Festucopsis, Festulolium, Festulpia, Filgueirasia, Fingerhuthia, Froesiochloa, Garnotia, Gastridium, Gaudinia, Gelidocalamus, Geochloa, Germainia, Gerritea, Gigantocalamus, Gigantochloa, Gilgiochloa, Glaziophyton, Glyceria, Glyphochloa, Gouinia, Graphephorum, Greslania, Guadua, Guaduella, Gymnopogon, Gynerium, Habrochloa, Hackelochloa, Hainardia, Hainardiopholis, Hakonechloa, Halopyrum, Harpachne, Harpochloa, Helictotrichon, Hemarthria, Hemisorghum, Henrardia, Heterachne, Heteranthelium, Heteranthoecia, Heteropholis, Heteropogon, Hickelia, Hierochloe, Hilaria, Himalayacalamus, Hitchcockella, Holcolemma, Holcus, Holttumochloa, Homolepis, Homopholis, Homozeugos, Hookerochloa, Hopia, Hordelymus, Hordeum, Hubbardia, Hubbardochloa, Humbertochloa, Hyalopoa, Hydrothauma, Hygrochloa, Hygroryza, Hylebates, Hymenachne, Hyparrhenia, Hyperthelia, Hypseochloa, Ichnanthus, Imperata, Indocalamus, Indopoa, Indosasa, Isachne, Ischaemum, Iseilema, Ixophorus, Jansenella, Jouvea, Kampochloa, Kaokochloa, Kengyilia, Kerriochloa, Kinabaluchloa, Koeleria, Koordersiochloa, Lachnagrostis, Lagurus, Lamarckia, Lasiacis, Lasiurus, Lecomtella, Leersia, Leptagrostis, Leptaspis, Leptocarydion, Leptochloa, Leptothrium, Lepturidium, Lepturopetium, Lepturus, Leydeum, Leymostachys, Leymus, Limnas, Limnodea, Limnopoa, Lindbergella, Lintonia, Lithachne, Littledalea, Loliolum, Lolium, Lophacme, Lophatherum, Lopholepis, Lophopogon, Loudetia, Loudetiopsis, Louisiella, Loxodera, Luziola, Lycochloa, Lycurus, Lygeum, Maclurochloa, Maclurolyra, Maltebrunia, Manisuris, Mayariochloa, Megalachne, Megaloprotachne, Megastachya, Melanocenchris, Melica, Melinis, Melocalamus, Melocanna, Merostachys, Merxmuellera, Mesosetum, Metcalfia, Mibora, Micraira, Microcalamus, Microchloa, Micropyropsis, Micropyrum, Microstegium, Milium, Miscanthus, Mnesithea, Mniochloa, Molinia, Monachather, Monelytrum, Monocymbium, Monodia, Mosdenia, Muhlenbergia, Mullerochloa, Munroa, Myriocladus, Myriostachya, Narduroides, Nardus, Nassella, Nastus, Neesiochloa, Nematopoa, Neobouteloua, Neohouzeaua, Neololeba, Neomicrocalamus, Neostapfia, Neostapfiella, Nephelochloa, Neurachne, Neuropoa, Neyraudia, Notochloe, Ochlandra, Ochthochloa, Odyssea, Oligostachyum, Olmeca, Olyra, Ophiochloa, Ophiuros, Oplismenopsis, Oplismenus, Orcuttia, Oreobambos, Oreochloa, Oreopoa, Orinus, Oropetium, Ortachne, Orthoclada, Orthoraphium, Oryza, Oryzidium, Oryzopsis, Otachyrium, Otatea, Ottochloa, Oxychloris, Oxyrhachis, Oxytenanthera, Panicum, Pappophorum, Parabambusa, Paractaenum, Parafestuca, Parahyparrhenia, Paraneurachne, Parapholis, Paratheria, Pariana, Parodiolyra, Parodiophyllochloa, Paspalidium, Paspalum, Pennisetum, Pentameris, Pentapogon, Pereilema, Periballia, Perotis, Perrierbambus, Peyritschia, Phacelurus, Phaenanthoecium, Phaenosperma, Phalaris, Pharus, Pheidochloa, Phippsia, Phleum, Pholiurus, Phragmites, Phuphanochloa, Phyllorachis, Phyllosasa, Phyllostachys, Pinga, Piptatheropsis, Piptatherum, Piptochaetium, Piptophyllum, Piresia, Piresiella, Plagiantha, Plagiosetum, Pleioblastus, Pleuropogon, Plinthanthesis, Poa, Podophorus, Poecilostachys, Pogonachne, Pogonarthria, Pogonatherum, Pogonochloa, Pogononeura, Pohlidium, Polevansia, Polypogon, Polytoca, Polytrias, Pommereulla, Potamophila, Prosphytochloa, Psammagrostis, Psammochloa, Psathyrostachys, Pseudanthistiria, Pseudechinolaena, Pseudobromus, Pseudodanthonia, Pseudodichanthium, Pseudopentameris, Pseudopogonatherum, Pseudoraphis, Pseudosasa, Pseudosorghum, Pseudostachyum, Pseudoxytenanthera, Pseudozoysia, Psilolemma, Psilurus, Ptilagrostis, Puccinellia, Pucciphippsia, Puelia, Racemobambos, Raddia, Raddiella, Ratzeburgia, Rehia, Reimarochloa, Reitzia, Relchela, Reynaudia, Rheochloa, Rhipidocladum, Rhizocephalus, Rhynchoryza, Rhytachne, Richardsiella, Rostraria, Rottboellia, Rytidosperma, Saccharum, Sacciolepis, Sarocalamus, Sartidia, Sasa, Sasaella, Saugetia, Schismus, Schizachne, Schizachyrium, Schizostachyum, Schmidtia, Schoenefeldia, Sclerochloa, Sclerodactylon, Scleropogon, Scolochloa, Scribneria, Scutachne, Secale, Sehima, Semiarundinaria, Sesleria, Setaria, Setariopsis, Shibataea, Silentvalleya, Simplicia, Sinarundinaria, Sinobambusa, Sinocalamus, Sinochasea, Sirochloa, Snowdenia, Soderstromia, Soejatmia, Sohnsia, Sorghastrum, Sorghum, Spartina, Spartochloa, Spathia, Sphaerobambos, Sphaerocaryum, Spheneria, Sphenopholis, Sphenopus, Spinifex, Spodiopogon, Sporobolus, Steinchisma, Steirachne, Stenostachys, Stenotaphrum, Stephanachne, Stereochlaena, Steyermarkochloa, Stipa, Stipagrostis, Stiporyzopsis, Streptochaeta, Streptogyna, Streptolophus, Streptostachys, Styppeiochloa, Sucrea, Suddia, Swallenia, Sylvipoa, Symplectrodia, Taeniatherum, Taeniorhachis, Tarigidia, Tatianyx, Temburongia, Temochloa, Tenaxia, Tetrachaete, Tetrachne, Tetrapogon, Thamnocalamus, Thaumastochloa, Thedachloa, Thelepogon, Themeda, Thinopyrum, Thrasya, Thrasyopsis, Thuarea, Thyridachne, Thyridolepis, Thyrsostachys, Thysanolaena, Toliara, Torreyochloa, Tovarochloa, Trachypogon, Trachys, Tragus, Tribolium, Trichloris, Tricholaena, Trichoneura, Trichopteryx, Tridens, Trilobachne, Triniochloa, Triodia, Triplachne, Triplasis, Triplopogon, Tripogon, Tripsacum, Triraphis, Triscenia, Trisetaria, Trisetokoeleria, Trisetum, Tristachya, Triticale, Triticosecale, Triticum, Trititrigia, Tuctoria, Uniola, Uranthoecium, Urelytrum, Urochlaena, Urochloa, Urochondra, Valiha, Vaseyochloa, Veldkampia, Ventenata, Vietnamocalamus, Vietnamochloa, Vietnamosasa, Viguierella, Vossia, Vulpia, Vulpiella, Walwhalleya, Wangenheimia, Whiteochloa, Willkommia, Xerochloa, Yakirra, Yushania, Yvesia, Zea, Zenkeria, Zeugites, Zingeria, Zizania, Zizaniopsis, Zonotriche, Zoysia, Zygochloa
- Rapateaceae: Amphiphyllum, Cephalostemon, Duckea, Epidryos, Guacamaya, Kunhardtia, Marahuacaea, Maschalocephalus, Monotrema, Phelpsiella, Potarophytum, Rapatea, Saxo-fridericia, Schoenocephalium, Spathanthus, Stegolepis, Windsorina
- Restionaceae: Alexgeorgea, Anthochortus, Apodasmia, Askidiosperma, Baloskion, Calorophus, Cannomois, Catacolea, Ceratocaryum, Chaetanthus, Chordifex, Coleocarya, Cytogonidium, Dapsilanthus, Desmocladus, Dielsia, Elegia, Empodisma, Eurychorda, Harperia, Hydrophilus, Hypodiscus, Hypolaena, Kulinia, Lepidobolus, Leptocarpus, Lepyrodia, Loxocarya, Mastersiella, Meeboldina, Melanostachya, Nevillea, Onychosepalum, Platycaulos, Platychorda, Restio, Rhodocoma, Soroveta, Sporadanthus, Staberoha, Stenotalis, Taraxis, Thamnochortus, Tremulina, Tyrbastes, Willdenowia, Winifredia
- Thurniaceae: Prionium, Thurnia
- Typhaceae: Sparganium, Typha
- Xyridaceae: Abolboda, Achlyphila, Aratitiyopea, Orectanthe, Xyris

### Zingiberales
- Cannaceae: Canna
- Costaceae: Chamaecostus, Costus, Dimerocostus, Hellenia, Monocostus, Paracostus, Parahellenia, Tapeinochilos
- Heliconiaceae: Heliconia
- Lowiaceae: Orchidantha
- Marantaceae: Afrocalathea, Calathea, Ctenanthe, Donax, Halopegia, Haumania, Hylaeanthe, Hypselodelphys, Indianthus, Ischnosiphon, Koernickanthe, Maranta, Marantochloa, Megaphrynium, Monophyllanthe, Monotagma, Myrosma, Phrynium, Pleiostachya, Sanblasia, Saranthe, Sarcophrynium, Schumannianthus, Stachyphrynium, Stromanthe, Thalia, Thaumatococcus, Trachyphrynium
- Musaceae: Ensete, Musa, Musella
- Strelitziaceae: Phenakospermum, Ravenala, Strelitzia
- Zingiberaceae: Aframomum, Alpinia, Amomum, Aulotandra, Boesenbergia, Burbidgea, Camptandra, Caulokaempferia, Cautleya, Cornukaempferia, Curcuma, Cyphostigma, Distichochlamys, Elettaria, Elettariopsis, Etlingera, Gagnepainia, Geocharis, Geostachys, Globba, Haniffia, Haplochorema, Hedychium, Hemiorchis, Hitchenia, Hornstedtia, Kaempferia, Kedhalia, Laosanthus, Larsenianthus, Leptosolena, Myxochlamys, Nanochilus, Newmania, Parakaempferia, Plagiostachys, Pleuranthodium, Pommereschea, Renealmia, Rhynchanthus, Riedelia, Roscoea, Scaphochlamys, Siamanthus, Siliquamomum, Siphonochilus, Smithatris, Stadiochilus, Stahlianthus, Tamijia, Vanoverberghia, Zingiber